# Kaliii
Kaliii o semplicemente Kali, pseudonimo di Kaliya Ashley Ross (Atlanta, 29 luglio 2000), è una rapper statunitense.

## Biografia
Originaria di Roswell, Ross ha iniziato a rappare all'età di 12 anni dopo un accordo fatto con suo padre, scrivere tredici canzoni per avere la sua camera da letto. Nel novembre 2020 ha raggiunto la popolarità grazie all'uscita del brano Do a Bitch sulla piattaforma di social media TikTok. Nel 2021, ha pubblicato il suo mixtape di debutto This Why They Mad Now, con un remix della stessa "Do a Bitch" in collaborazione con la rapper Rico Nasty. Nel novembre dello stesso ha pubblicato un remix della sua canzone MMM MMM con Latto e Moneybagg Yo. Nel febbraio 2022 è andata in tournée insieme alla stessa Latto e a Saucy Santana e Asianae. L'8 marzo 2022 ha pubblicato il suo singolo Standards in occasione della Giornata internazionale della donna. Sempre nel marzo 2022 ha pubblicato il suo secondo mixtape Toxic Chocolate con apparizioni di Latto, Yung Bleu, Moneybagg Yo, Muni Long, Bia e ATL Jacob. A partire dal 2023 ha stilizzato il suo nome come Kaliii invece di Kali, per abbinare il modo in cui di solito pronuncia il suo nome nelle sue canzoni. Il 17 marzo 2023 ha pubblicato il singolo Area Codes, che interpola l'omonima canzone di Ludacris. Nel luglio 2023, con le Fifty Fifty, ha cantato la canzone Barbie Dreams, parte dell'album Barbie, colonna sonora dell'omonimo film di Greta Gerwig. È stata candidata agli MTV Video Music Awards 2023 nella categoria miglior artista esordiente.

## Stile e influenze musicali
Durante un'intervista rilasciata a HipHopDX Kaliii ha citato come sue influenze musicali le rapper Nicki Minaj e Cardi B, così come la cantante R&B americana Aaliyah.

## Discografia

### EP
- 2023 – Toxic Chocolate: Area Codes Edition

### Mixtape
- 2021 – This Why They Mad Now
- 2022 – Toxic Chocolate

### Singoli
- 2019 – OOP
- 2021 – Do a Bitch
- 2021 – Do a Bitch (Club mix)
- 2021 – Do a Bitch (Remix) (feat. Rico Nasty)
- 2021 – Do a Bitch (Remix) (feat. Enchanting)
- 2021 – Do a Bitch (Remix) (feat. Saucy Santana)
- 2021 – MMM MMM (feat. ATL Jacob)
- 2021 – MMM MMM (The Remix) (feat. Moneybagg Yo, ATL Jacob e Latto)
- 2022 – UonU (feat. Yung Bleu)
- 2022 – Chainzzz (feat. Muni Long)
- 2022 – Standards
- 2022 – Wet
- 2022 – Bout U
- 2023 – Area Codes
- 2023 – Area Codes (718 Remix) (feat. Kenzo B)
- 2023 – Area Codes (415 Remix) (feat. Lil Kayla)
- 2023 – Area Codes (314 Remix) (feat. Sexyy Red)
- 2023 – Area Codes (850 Remix) (feat. Luh Tyler)
- 2023 – Area Codes (773 Remix) (feat. Mello Buckzz)
- 2023 – Area Codes (feat. Sundays Scaries)

### Collaborazioni
- 2021 – Track & Field (Enchanting feat. Kaliii)
- 2021 – Bad Little Thing (Noa Kirel feat. Kaliii)
- 2023 – Y'all Want Me (John'nay Lasha feat. Kaliii)
- 2023 – Shiesty (Finesse2tymes feat. Kaliii e Sexyy Red)
- 2023 – Barbie Dreams (Fifty Fifty feat. Kaliii)

## Riconoscimenti
- MTV Video Music Awards
  - 2023 – Candidatura al Miglior artista esordiente[1]